# .to
.to је највиши Интернет домен државних кодова (ccTLD) Тонга.